# 长友佑都
長友佑都（日语：／ Nagatomo Yūto */?，1986年9月12日—），日本足球運動員，現效力日職球隊FC東京，司職邊後衛，日本國家足球隊成員。妻子為女演員平愛梨。

## 生涯

### 早期
1986年9月12日，长友佑都出生于日本爱媛县西条市，他是家里的第二个孩子。长友佑都从小就喜爱足球运动，但长友佑都一直被人们认为没有足球天赋，在小学的足球社他甚至没有参加过正式比赛，只能在场边担任球队的啦啦队成员。
不过长友佑都并未因此放弃自己热爱的足球事业，进入高中之后，他终于开始在福冈中学校队打上比赛。长友佑都高三时还和球队一起参加了全国高中联赛，虽然球队成绩不错，但身体条件有限的他依然没有吸引到任何职业球队的关注，也没有直接进入名校的机会。
但是长友佑都的学习成绩出色，最终20岁的他还是考上了位于日本东京的明治大学。进入大学后长友佑都继续坚持参加足球比赛，并在第一年的大学生联赛结束后入选了最佳11人阵容，还得以代表日本大学生队参加了2007年泰国曼谷的世界大学生运动会 。

### FC東京
2007年，当时的升班马FC东京在东京附近的大学里寻找有潜力的球员。在一场热身赛之后，速度出色可以胜任两个边路所有位置的长友佑都获得了FC东京主帅的关注，得以进入了球队开始自己的职业生涯，那时他已经21岁。
2008年长友佑都成为了FC东京的主力边后卫。加盟球队后，长友佑都随队获得2009年日本联赛杯冠军。

### 切塞納
世界杯之后，长友佑都获得了登陆意甲赛场的机会，当时意甲劲旅罗马和升班马切塞纳同时向他发出了邀请。经过考虑，长友佑都选择了切塞纳。虽然切塞纳的整体实力不强，但长友佑都在这里却得到了展现自己的机会，他不仅成为了球队的绝对主力，更成为了球队定位球的主罚人选。在2010-11赛季上半程，长友佑都出场17次共1455分钟。

### 國際米蘭
意甲豪门国际米兰看中了他，长友佑都立即接受了国米的邀请，他也因此成为了第一个加盟国米的日本球员。
为了得到长友佑都，国米同意了切塞纳提出的400万欧元的优先购买权外加租借桑顿的条件，当时这让很多国米球迷感到不解。不过长友佑都用自己出色的表现回应了外界的质疑，上赛季结束后，国米决定买断长友佑都。
今年夏天国米主帅换成了加斯佩里尼，但他同样很欣赏长友佑都，在热身赛中长友佑都多次被委以重任。不过在国米与凯尔特人的热身赛中，长友佑都肩膀脱臼，此后他返回日本治疗，并因此错过了在北京举行的意大利超级杯。不过等到伤愈之后，长友佑都重新成为了国米主力。
本赛季开始后，国米整体的表现不是出色，但长友佑都的状态却一直很稳定。无论在加斯佩里尼还是在拉涅利执教期间，他都是国米主力。在冬歇期之前的16轮意甲联赛中，长友佑都参赛15场，出场时间达到了1234分钟，出场时间在国米全队排名第三，仅次于队长萨内蒂和中场坎比亚索，从这个数据就可以看出长友佑都在球队的重要性。
在冬歇期之前的4轮意甲联赛中，国米取得4连胜，排名也回升到意甲第5位，大有希望争夺下赛季的欧冠资格。而长友佑都在这4场比赛打进2球助攻2次，是4连胜的最大功臣。这4场比赛长友佑都踢的都是自己最适应的左边后卫位置。虽然长友佑都可以踢左右两侧的全部4个位置，这种全面性也让他获得了更多的出场机会，但回到左边后卫位置上他才能发挥出自己的最佳状态。如今的长友佑都已经成为了球队左路不可或缺的球员。
长友佑都在国际米兰效力长达8个赛季，长友佑都共为国米效力213场比赛，攻入13球。特别是在2012-14两个赛季，一共参加71场比赛，奉献7球11次助攻。2013年米兰德比中，长友佑都接过队长坎比亚索的队长袖标，成为国际米兰俱乐部113年历史上首位亚洲队长。同年他被评为亚足联最佳海外球员，在国米末期长友佑都逐渐失去了主力位置。
长友佑都在球场上的风格是能攻善守，作风顽强。他加盟国米首赛季的前12轮联赛数据是打入3球，助攻3次，传球402次，过人25次，一对一抢断19次，拦截对方传球12次，解围10次。可以看出长友佑都在进攻和防守端都有着优秀数据，而这也是他立足意甲豪门的主要原因。

### 加拉塔沙雷
欧洲冬季转会窗截止前，日本球员长友佑都从意甲的国际米兰租借加盟土超豪门加拉塔萨雷。
2017-18年赛季结束租借期满之后，加拉塔萨雷以250万欧元的转会费正式签下长友佑都。长友佑都共为加拉塔萨雷出战65比赛有3球7助攻的数据，在加拉塔萨雷获得了2次土超冠军、1次土耳其杯冠军、1次土耳其超级杯冠军，其中2018-19年赛季是土耳其双冠王。
2020年7月2日，土超豪门加拉塔萨雷宣布队内的日本后卫长友佑都合约到期将离开球队。

### 馬賽
2020年9月1日，日本国脚长友佑都以自由身加盟法甲球队马赛，新赛季他将身披25号战袍。据悉双方签约一个赛季。
法甲联赛中，长友佑都助攻帕耶，帮助马赛客场战平南特。
长友佑都与马赛的合同到期，双方没有续约，因此，长友佑都成为转会市场上的自由球员。

## 國家隊生涯
在2008年5月的麒麟杯上，长友佑都首次入选了日本国家足球队。5月24日，长友佑都在和科特迪瓦的友谊赛中第一次代表国家队出场。
在2008年北京奥运会预选赛期间，长友佑都也是日本国奥队主力。在2008年北京奥运会上，虽然日本国奥未能小组出线，但长友佑都的表现出色打动了当时日本国家队主帅冈田武史，从此成为了国家队的主力一员。
在2008年11月13日麒麟杯对阵叙利亚打入国家队处子球。在本次世界杯预选赛中他为日本出场6次，是队中左后卫位置的第一选择。
2010年南非世界杯，长友佑都此时已经牢牢占据了日本国家队主力左边后卫位置。在世界杯赛场上，长友佑都在攻防两方面都表现出色，帮助日本国家队从小组出线。
2011年亚洲杯，他以助攻王的身份帮助日本在决赛中击败澳洲夺冠。
2018年5月31日，长友佑都入选日本足球协会公布2018年俄罗斯世界杯23人大名单。
2018年12月，长友佑都入选日本国家足球队公布2019年亚洲盃23人大名单。是届亚洲杯决赛由日本对赛首次晋身亚洲杯决赛的卡塔尔，结果卡塔尔在决赛以3-1击败日本，日本队只能夺得亚军。
2022年11月，长友佑都入選日本隊2022年世界盃大名單。

## 個人生活
父亲是一个普通的公司职员，母亲是普通的家庭主妇，他是家里的第二个孩子（長男），有一位姐姐和兩位弟弟。
2016年，公开宣布已和日本演员平爱梨交往一年。12月24日，长友佑都与女演员平爱梨在录制综艺节目《法律相谈事务所》后正式召开记者会报告婚約喜讯。
2017年1月，宣布結婚。2018年2月5日，第一子出生。2019年8月13日，长友佑都更新社交网站Instagram，向粉丝报告女星妻子平爱梨生下二胎，据平爱梨所属事务所透露是男孩。2021年4月，他们的第三个孩子出生。2023年5月，第四位孩子出生。

## 技术特点
作为一名边后卫，长友佑都拥有充沛的体能和强劲的冲刺能力，来回往返奔跑能力极强。同时他的左右脚均为擅长脚，使其可胜任左右边后卫两个位置，也拥有较好的技术。

## 荣誉

### 俱乐部
东京FC
- 日本联赛杯冠軍 : 2009

国际米兰
- 意大利杯冠軍 : 2011

加拉塔薩雷
- 土耳其足球超級聯賽冠軍 : 2017-18，2018-19
- 土耳其盃冠軍 : 2018-19
- 土耳其超級盃冠軍 : 2019

### 国家队
日本
- 亚洲杯冠军：2011

## 外部連結
- 官方网站
- Soccerway資料庫：长友佑都
- 长友佑都 – FIFA國際賽競賽紀錄 (存檔)
- 长友佑都在 National-Football-Teams.com 上的出场纪录
- 日本職業足球聯賽中的长友佑都 （日語）
- 长友佑都的X（前Twitter）
- 长友佑都的Instagram帳戶